# إبراهيم غالب
إبراهيم غالب لاعب سابق في نادي النصر، من مواليد عام 16 مايو 1991 بمدينة رأس تنورة . يحمل القميص رقم 14، وقد وقع عقد احترافي مع ناديه نادي النصر عام 2010 لمدة 5 سنوات، ويُعد اللاعب من اللاعبين الواعدين في المملكة.

## بدايته

### ذكريات الحارة واكتشاف الموهبة
كان ملعب ترابي بجانب محطة للدفاع المدني بمدينة رأس تنورة على موعد مع مولد النجم اللامع، لم تكن تلك المحافظة التي تملك بئرين من النفط وأكبر مصافي البترول على علم بأنها ستنتج جوهرة سمراء لكن من نوع آخر، حيث اكتشفه المسؤولون عن نادي رأس تنورة ليسجلوه رسمياً في كشوفات اللاعبين فئة الناشئين.

### انتقاله إلىنادي النصر السعودي
لفت اللاعب أنظار الكشافين النصراويين ودخلوا مع ناديه في مفاوضات سريعة وجادة يقودها عضو الشرف الأمير الوليد بن بدر لتكسبه قبل الأندية الأخرى ولتطوي قيده في فئة الناشئين بالنادي العالمي بمبلغ مليون ومئه الف ريال سعودي.

## إبراهيم مع المنتخب
كان أول مشاركة له مع المنتخب عام 2009 في مباراة ودية مع المنتخب التونسي لكرة القدم.

## نادي الفيصلي
وقع مع نادي الفيصلي في عام 2019 بعد انتهاء عقده مع النصر و تم فسخ عقده بدون أن يلعب .

## مميزاته
رغم صغر سن إبراهيم غالب إضافة إلى مظهره الجسماني ولكن دائماً في أرض الملعب ما يثبت العكس من خلال الالتحامات والضغط على حامل الكرة التي يتميز بها بالإضافة إلى إجادته لصناعة اللعب من خلال التمريرات السحرية المتقنة التي تنطلق من بين أقدامه إلى أقدام زملائه المهاجمين.
وتبدو الجدية والحماس والروح القتالية العالية - والتي يؤكد أنها اكتسبها من حبه لناديه وتأثراً بقائد الفريق حسين عبد الغني - والتي جعلت منه لاعباً قيادياً كرأي أغلب المحللين كما أنه يمتلك قدما قويه يبرع من خلالها بالتسديد الدقيق ومهارات عاليه كمحور في وسط الملعب تمكنه من الابداع كاليبروا مبدع.
وترغب الكثير من الأندية في الحصول على خدماتة نظير مستوياته الطيبة مع الفريق النصراوي

## جوائز وإنجازات

### الانجازات الشخصية
1- جائزة أفضل لاعب واعد موسم 2008 - 2009 المقدمة من شركة الاتصالات السعودية.

2- جائزة أفضل لاعب واعد موسم 2009 - 2010 المقدمة موبايلي الرياضية.

3- جائزة أفضل لاعب واعد موسم 2009 - 2010 في حفل الجوائز الخاص بالقناة الرياضية السعودية.

4- ضمن قائمة أفضل الاعبين الموهوبين عالميا وقدرة قيمته السوقيه 975 ألف جنيه استرليني .
*البطولات : بطولة الدوري السعودي للمحترفين موسم -2014 .2015 و[[2018–19]]،
*بطولة كاس ولي العهد موسم 2014 .
*بطولة كاس الأمير فيصل بن فهد موسم 2008 ،
* بطولة بنى ياس الدولية موسم 2013.2014

## روابط خارجية
- إبراهيم غالب على موقع قاعدة بيانات كرة القدم.إي يو (الإنجليزية)
- إبراهيم غالب على موقع ناشيونال فوتبول تيمز (الإنجليزية)
- إبراهيم غالب على موقع Soccerway.com (الإنجليزية)
- إبراهيم غالب على موقع كووورة